# Cèdre (fusée)
Pour les articles homonymes, voir Cèdre (homonymie).
Les Cèdre (صواريخ أرز - arbre symbole du Liban) sont une série de fusées développées par l'Université Haigazian et l'armée libanaise au cours des années 1960. Plusieurs modèles sont conçus : les HCRS-7 Cèdre, Cèdre IIb et IIc, Cèdre III et Cèdre IV. Les essais cessent à la suite de pressions internationales.

## Développement

### Fusées à un étage
En novembre 1960, le professeur de mathématiques et physiques Manoug Manougian (en) et un groupe d'étudiants créent le Haigazian College Rocket Society (HCRS). Ils débutent leurs recherches sur des fusées à un ou plusieurs étages, avec une donation de 750 livres libanaises du député Émile Bustani (en). Les premiers tirs ont lieu sans test sur un banc d'essai au sol. 
Après plusieurs échecs, une fusée à un étage lancée en avril 1961 atteint l'altitude d'environ un kilomètre. L'amélioration du combustible porte l'altitude à deux kilomètres et l'équipe envisage d'envoyer un animal dans l'espace.

### Fusées à deux étages
Après ces succès, le président de la République du Liban Fouad Chéhab accorde au HCRS un budget de 10000 livres pour 1961 et de 15000 livres pour 1962. L'armée libanaise adjoint en 1961 son concours avec l'aide du capitaine Wehbé et des moyens techniques. 
Au cours de l'année universitaire 1961-1962, le HCRS travaille sur une fusée à deux étages. Le 25 mai 1962, le modèle HCRS-7 monte à l'altitude de 11,5 kilomètres, puis des tirs de deux autres fusées au cours de l'été 1962 portent l'altitude à 20 kilomètres. 
À la suite de ces succès, le HCRS étoffe ses rangs et la Lebanese Rocket Society est fondée en 1962.
La Cèdre IV lancée en 1963 a un poids de 1250 kg et une hauteur de 6,80 m. Elle accède à l'altitude de 145 kilomètres, au-delà de la ligne de Kármán. L'événement est commémoré à l'aide d'un timbre postal et le programme devient très populaire au Liban.
En 1966, un tir dirigé vers la Mer Méditerranée frôle de peu la côte de Chypre, à 150 kilomètres du Liban.
Le programme connaît des revers comme l'explosion d'une fusée sur le pas de tir ou de graves brûlures infligés à un étudiant par l'explosion de perchlorate de potassium au cours de manipulations en laboratoire.

## Fin du programme
Ce programme provoque des pressions d'autres pays dont son voisin Israël, qui le considèrent comme dangereux. Charles de Gaulle indique à son ami Fouad Chéhab que les fusées Cèdre ont démontré les capacités scientifiques du Liban mais constituent une menace pour le pays. À la suite de ce conseil et des conséquences de la guerre des Six Jours en 1967, le programme est suspendu.

## Cinquante ans après, à la source d'un projet artistique
Après son terme, ce programme tombe dans l'oubli total et sort de la mémoire collective libanaise. Deux artistes, Joana Hadjithomas et Khalil Joreige, découvrent cette histoire et décident d'en ressusciter le souvenir, à travers un film, The Lebanese Rocket Society, une exposition et des livres. Ils entreprennent même la construction à l'échelle d'une réplique de fusée.

## Sources
- La fusée « Cedar » – la 4e construite par la « Haigazian College Rocket Society » – est lancée avec succès, 17 septembre 2015, Les archives racontent... Dans « L'Orient » du 17 septembre 1961
- HU produced the 1st rockets shot in the Arab world. The Cedar series, Haigazian University
- Lebanon’s forgotten space programme, Richard Hooper, BBC World Service, 14 November 2013.
- Joana Hadjithomas & Khalil Joreige The Lebanese Rocket Society, a tribute to Dreamers, www.insituparis.fr, avec 21 images illustrant le projet
- Alexandre Najjar, Dictionnaire amoureux du Liban, EDI8, 2014, articles Fusée, Émile Bustani et Timbre.